# Marieta Gotfryd
Marieta Gotfryd , née le 11 septembre 1980 est une haltérophile polonaise.

## Palmarès

### Haltérophilie aux Jeux olympiques
- Haltérophilie aux Jeux olympiques de 2008 à Pékin
  - 10e en moins de 58 kg.

### Championnats du monde d'haltérophilie
- Championnats du monde d'haltérophilie 2001 à Antalya
  -  Médaille de bronze en moins de 58 kg.

### Championnats d'Europe d'haltérophilie
- Championnats d'Europe d'haltérophilie 2010 à Minsk
  -  Médaille de bronze en moins de 58 kg.
- Championnats d'Europe d'haltérophilie 2005 à Sofia
  -  Médaille de bronze en moins de 58 kg.
- Championnats d'Europe d'haltérophilie 2001 à Trenčín
  -  Médaille d'argent en moins de 58 kg.
- Championnats d'Europe d'haltérophilie 1999 à La Coruña
  -  Médaille de bronze en moins de 58 kg.